# Carl Philip van Zweden
Carl Philip Edmund Bertil (Stockholm, 13 mei 1979), Prins van Zweden, hertog van Värmland, (Zweeds: Carl Philip Edmund Bertil, Prins av Sverige, Hertig av Värmland) is het tweede kind en de enige zoon uit het huwelijk van van de Zweedse koning Carl XVI Gustaf en koningin Silvia. Vanaf zijn geboorte tot en met 31 december 1979 was hij kroonprins van Zweden.

Monogram voor Carl Philip van Zweden

## Familie
Carl Philip heeft een oudere zus, Victoria (1977), en een jongere zus, Madeleine (1982). Op 31 augustus 1979 werd hij gedoopt. Zijn peetouders zijn prins Bertil van Zweden, prins Leopold van Beieren, koningin Margrethe II van Denemarken en prinses Birgitta van Zweden.

## Troonopvolging
Aanvankelijk was Carl Philip kroonprins. In 1979 werd de Troonopvolgingswet uit 1810 (Successionsordningen) gewijzigd. Deze constitutionele wijziging houdt in dat de troon ongeacht het geslacht door het oudste kind van de monarch wordt geërfd. Hierdoor was Carl Philip per 1 januari 1980 kroonprins af en werd Victoria kroonprinses. De retroactieve constitutionele wijziging werd echter niet gesteund door de koning, die de voorkeur gaf aan zijn zoon als troonopvolger, omdat deze als troonopvolger geboren was. In 2023 liet Carl Gustav opnieuw weten dat hij het 'eigenlijk oneerlijk' naar zijn zoon vond dat de troonopvolgingsregels in 1980 met terugwerkende kracht waren gewijzigd.
Doordat zijn vader een bet-achterkleinzoon is van koningin Victoria van het Verenigd Koninkrijk, is Carl Philip opgenomen in de Britse lijn van troonopvolging. Daarin gaat Carl Philip wel zijn zus Victoria vooraf, omdat in deze lijn van troonopvolging mannen voorrang op vrouwen hebben. Carl Philip en Victoria staan respectievelijk op de 182e en 183e plaats.

## Opleiding
Van 1984-1986 ging Carl Philip naar de peuterschool van de parochie Västerled, nabij Drottningholm. In 1986 begon hij de basisschool op de Smedslättskolan in Bromma, en vervolgens naar de Ålstensskolan, ook in Bromma. Van 1992 tot 1994 zat hij op het Enskilda Gymnasiet in Stockholm. In de herfst van 1994 werd hij student aan het Kent College in Amerika. Hij vervolgde zijn opleiding aan de Lundsbergs skola in Värmland.
Na het behalen van zijn diploma in 1999 ging Carl Philip in militaire dienst. In 2002, 2004 en 2007 werd hij respectievelijk tot adelborst, luitenant en kapitein bij de Koninklijke Marine benoemd. Van 2003 tot mei 2006 volgde Carl Philip een opleiding grafisch ontwerpen aan de Forsbergs Skola för grafisk design och reklam. Tevens studeerde hij grafische ontwerpen aan de Rhode Island School of Design in Amerika. In 2009 studeert Carl Philip aan Zweedse Landbouwuniversiteit (SLU) in Alnarp.

## Vrije tijd

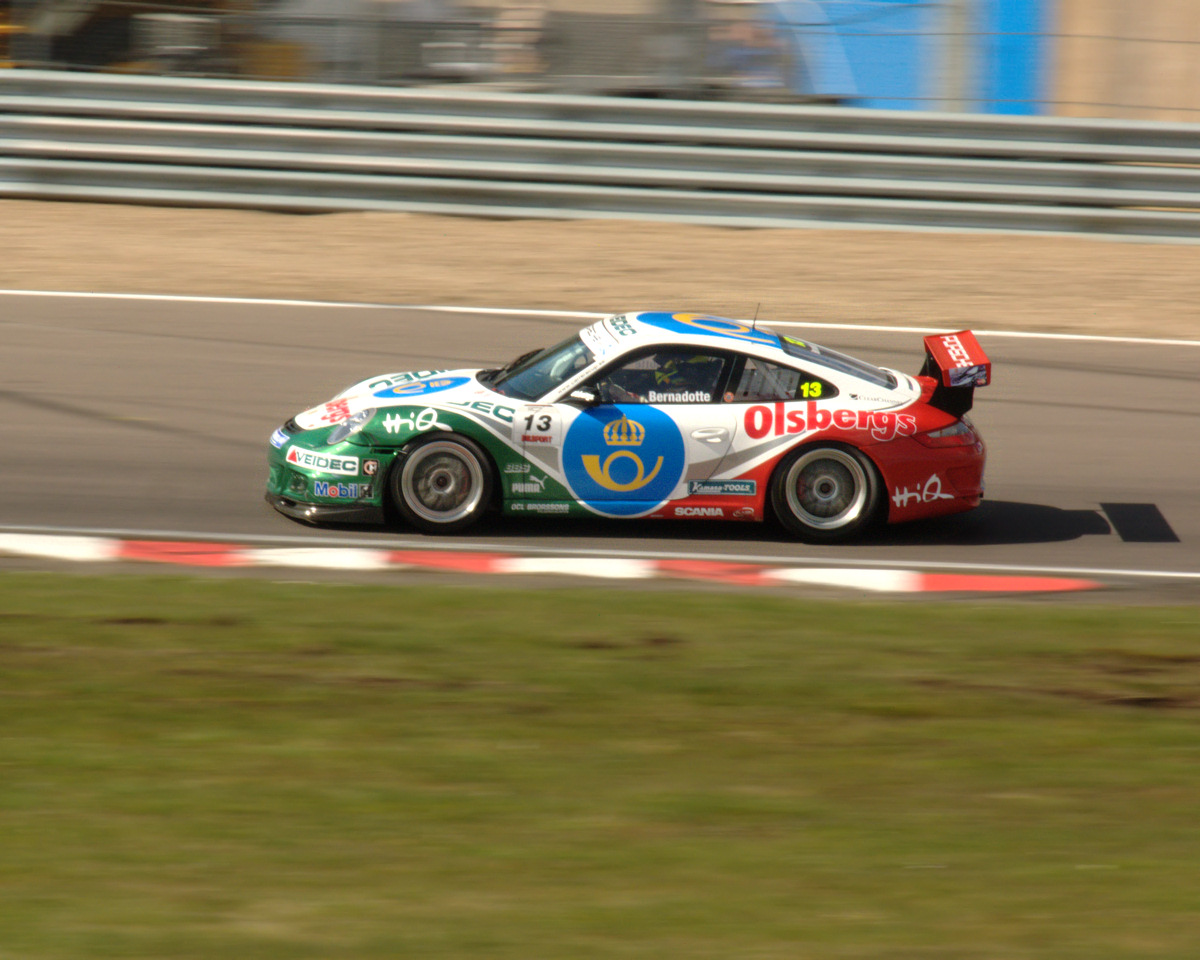
Prins Carl Philip in de Carrera Cup Scandanavia (2008)

Carl Philip is een scout geweest. Hij houdt van het buitenleven en sport (met name voetbal, skiën en zwemmen). In 2003 nam hij deel aan de Wasaloop, de langste langlaufrace ter wereld. Carl Philip houdt ook van autoracen en heeft een racelicentie. Sinds 2008 rijdt hij voor Flash Engineering met een Porsche 911 GT3 in de Carrera Cup Scandanavia.
Van jongs af aan is Carl Philip een enthousiaste amateurfotograaf. Hij beoefende zijn hobby onder andere als stagiair bij het Amerikaanse tijdschrift National Geographic. In mei 2007 presenteerde Carl Philip in het anatomische theater van het museum Gustavianum in Uppsala dertig detailaangezichten van bloemen en andere natuurverschijnselen uit de botanische tuinen van Uppsala.
Carl Philip heeft veel interesse in ontwerpen en tekenen. In december 2003 ontwierp hij voor de 60e verjaardag van koningin Sylvia de cover van een cd met de muziek van de Notenkraker. De opbrengst ging naar de World Childhood Foundation, een door koningin Sylvia opgerichte organisatie. In 2004 creëerde Carl Philip samen met een reclamebureau een kalender, waarvan de opbrengst naar dezelfde organisatie ging.

## Relatie
Carl Philip had sinds 1999 een relatie met Emma Pernald. In november 2008 deden geruchten over een breuk tussen beiden de ronde. In de tabloid Expressen van 4 maart 2009 werd die door Emma bevestigd.
In april 2010 werd Carl Philip in de pers aan het glamourmodel Sofia Hellqvist gelinkt. In augustus dat jaar werd de relatie  door de woordvoerster van het Zweedse Koninklijk Huis Nina Eidh bevestigd. Sinds 2011 woont het koppel in een villa in Djurgården. Op 27 juni 2014 maakte het paar zijn verloving bekend.

## Huwelijk
Carl Philip trouwde op 13 juni 2015 met  Sofia Hellqvist in de kapel van het koninklijk paleis te Stockholm. Met het huwelijk kregen de Zweden er een nieuwe prinses bij, want na de huwelijksvoltrekking mocht Sofia Hellqvist zich voortaan prinses en hertogin van Värmland noemen.
Carl Philip en prinses Sofia kregen hun eerste kind en zoon Alexander Erik Hubertus Bertil, hertog van Södermanland, op 19 april 2016.  Op 31 augustus 2017 werd hun tweede zoon Gabriel Carl Walther, hertog van Dalarna, geboren. Hun derde zoon Julian Hubert Folke, hertog van Halland, werd geboren op 26 maart 2021. Hun dochter Ines Marie Lilian Silvia, hertogin van Västerbotten, werd geboren op 7 februari 2025.
In oktober 2019 ontnam de koning van Zweden hun kinderen het predicaat "koninklijke hoogheid" en daarmee de verplichting koninklijke taken op te nemen en het recht op een dotatie wanneer zij de volwassen leeftijd bereiken.